# 多瓦多拉
多瓦多拉（義大利語：Dovadola）是意大利艾米利亚-罗马涅大区弗利-切塞纳省的一个镇，面积38.8平方公里，人口1,691人（2004年）。